# Euscelus scrobiculatus
Euscelus scrobiculatus es una especie de coleóptero de la familia Attelabidae.

## Distribución geográfica
Habita en La Española y Puerto Rico.